# Amina Chtiba
Amina Chtiba, née en 1998 à Tunis, est une gymnaste rythmique tunisienne.

## Carrière
Aux championnats d'Afrique de gymnastique rythmique 2012, Amina Chtiba est médaillée de bronze par équipes juniors. Aux championnats d'Afrique de gymnastique rythmique 2014, elle est médaillée de bronze par équipes seniors.